# Attar (dios)

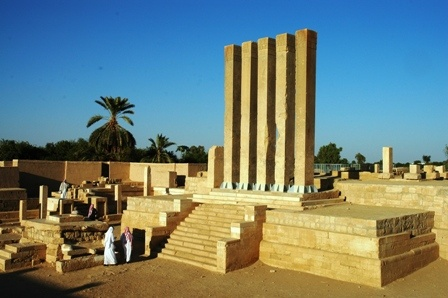
Templo de Barran en Marib

Attar (en ugarítico y lengua sudarábiga, ʿṯtr), también conocido como Athtar, Athar, Astar o Ashtar es el dios del lucero del alba (Venus) en la mitología semítica occidental, correspondiéndose con la diosa Istar en Mesopotamia, asociada también a Venus. 
Una leyenda cananea dice que intentó usurpar el trono del dios de la tormenta Baal, pero no lo consiguió. En las regiones semiáridas de Asia occidental, se le rendía culto a veces como dios de la lluvia, por proporcionar, a través de las tormentas, la lluvia que regaba los campos. Su contraparte femenina es la fenicia Astarté. 
En regiones más al sur, probablemente es conocido como Dhu-Samani. Attar también era adorado en el sur de Arabia en tiempos preislámicos, donde era el dios principal del panteón. Allí habría sustituido a la antigua suprema divinidad semita El. 
Como dios de la guerra, era referido a menudo como "El que es valiente en la batalla". Uno de sus símbolos era la punta de lanza y el antílope era su animal sagrado. Cuando se le nombraba como Sharīqān, "el oriental" (posiblemente una referencia al poder sobre Venus como la estrella matutina), se le invocaba como vengador frente a los enemigos.